# La Cassa
La Cassa (piemonti nyelven  La-Caşa) egy község Olaszországban, Torino megyében.

## Elhelyezkedése

La Cassa község Torino megye térképén

Torinótól északnyugatra fekszik. Szomszédos települések: Druento, Fiano, Givoletto, San Gillio és Varisella.
Legmagasabb pontja a Monte Bernard hegy (1079 méter.).